# Lutz Harder
Lutz Harder (* 1956 in Halle (Saale)) ist ein deutscher Synchron- und Hörspielsprecher, Schauspieler und Puppenspieler.

## Werdegang
Harder ist ausgebildeter Puppenspieler. Es folgten Bühnenengagements, neben denen er auch immer wieder Rollen in DEFA-Filmen übernahm. 1985 übersiedelte er nach Hamburg, wo er als Sprecher für Rundfunksendungen sowie Synchronisationen arbeitete. Er war in Fernsehproduktionen zu sehen, z. B. Tatort, Doppelter Einsatz oder Großstadtrevier. Gleichzeitig stand er für Film und Fernsehen vor der Kamera. Er spielte u. a. auch im Ensemble von Frank Castorf an der Vorpommerschen Landesbühne Anklam.
Von 1999 bis 2015 war er die Stimme von Buddel in der Kinderserie Bob der Baumeister, weiterhin synchronisierte er auch Kevin Bacon und Kevin Boyle. Unter dem Label Filmkraft Halle produziert er Hörspiele und ist auch als Hörspielsprecher tätig.